# Natural Selection (film 2016)
Natural Selection è un film del 2016 diretto da Chad Scheifele ed interpretato da Mason Dye, Ryan Munzert, Anthony Michael Hall, Katherine McNamara ed Amy Carlson.
Il film è basato sul cortometraggio omonimo realizzato dallo stesso Scheifele nel 2009.

## Trama
Tyler Evans, un liceale da poco arrivato in città, cerca di adattarsi al meglio alla sua nuova vita nonostante viva con una madre single assente e spesso alcolizzata. Il ragazzo stringe amicizia con Indrid, un ragazzo ribelle con un lato oscuro e sinistro e con Paige, una ragazza dolce che fa da tutor ad alcuni studenti locali.

## Accoglienza

### Critica
John DeFore di The Hollywood Reporter ha dato al film una recensione negativa e ha scritto: "Non essendo all'altezza delle possibilità pruriginose di quella premessa, questo film d'esordio suona come un cupo speciale doposcuola le cui gelosie e dolorosi segreti proiettano poco calore. Prospettive teatrali sono poveri e, con il giocatore secondario Anthony Michael Hall il nome più familiare nel cast, il suo fascino in video non è molto più forte." Anche Michael Rechtshaffen del Los Angeles Times ha dato al film una recensione negativa e ha scritto: "C'è poco che viene fuori come 'naturale' in Natural Selection, un dramma basato sulla fede, duro e duro, su un Cristo. - come un adolescente che lotta per trovare la sua vera strada."

## Riconoscimenti
- 2017 - Leo Awards[3]
  - Miglior attrice protagonista in un film drammatico a Kristin Lehman